# Iris (mytologi)
För andra betydelser, se Iris.

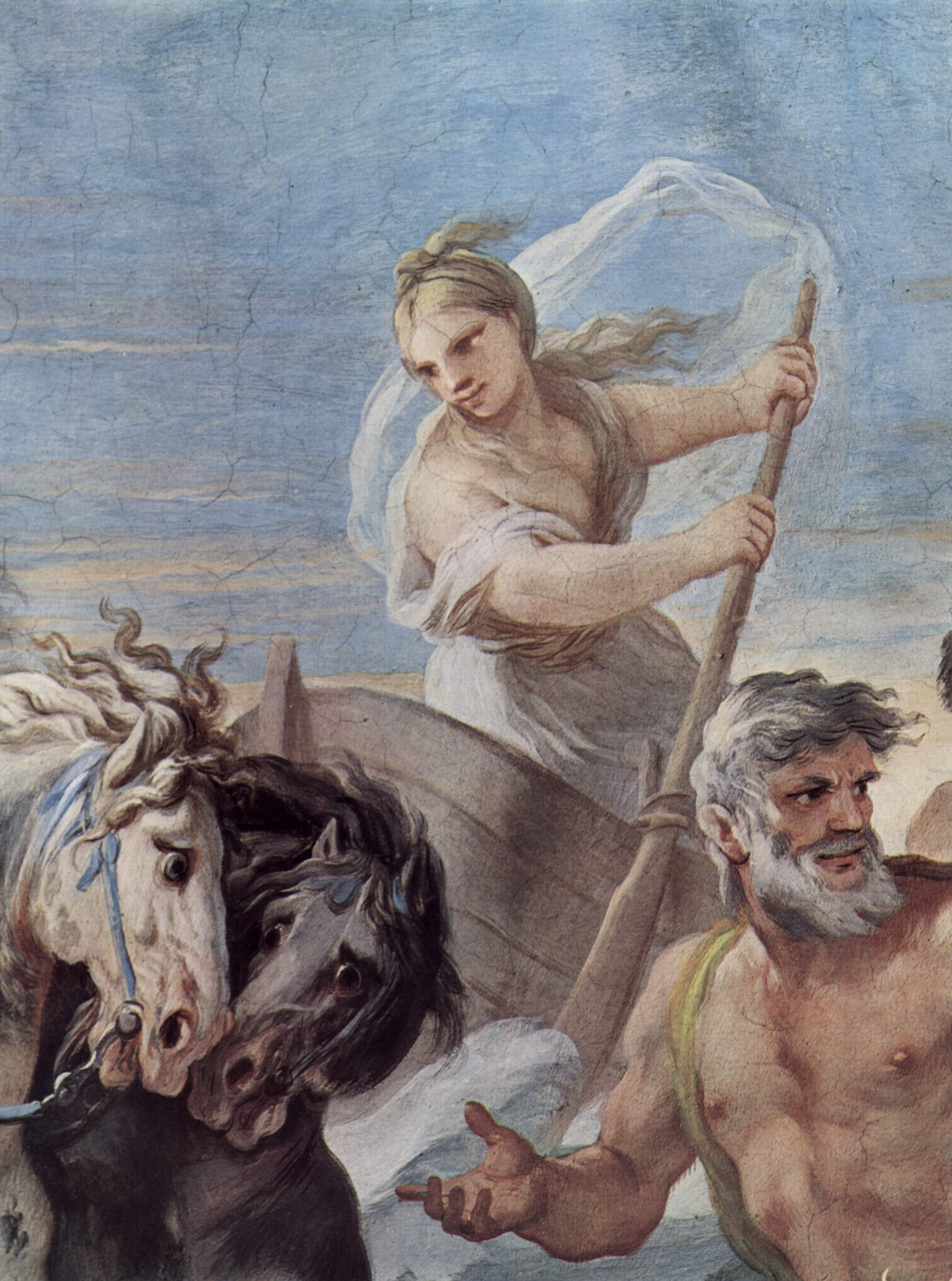
Iris

Iris är i den grekiska mytologin gudarnas budbärare och regnbågens gudinna, enligt Hesiodos. Namnet Iris betyder regnbåge.
Iris tillhör Okeanos generation. Hon var dotter till Thaumas och Elektra, och syster till Harpyorna. Hon blev sedan Heras adoptivdotter och budbärare. 
Iris är med sina färger personifieringen av regnbågen och symbolen för föreningen mellan Uranos och Gaia. Hon avbildas som en bevingad gudomlighet klädd i skir slöja och står i Heras tjänst som budbärare för att transportera meddelanden eller gudinnans befallningar. Iris var också den som såg till att det fanns tillräckligt med vatten i molnen så att det skulle regna. 
När hjältarna en gång slogs med harpyorna, var nordanvindens söner nära att döda dem. De skonades när Iris dök upp och framgångsrikt bad för deras liv.  
Det byggdes aldrig några tempel till Iris ära, inte heller försågs hon med ett heligt djur. Hon avbildades mycket ofta på vaser och reliefer, men inga statyer är kända.  Hon tycks dock ha varit föremål för en viss begränsad dyrkan, men den enda Iriskult man känner till är uppgiften att innevånarna på Delos offrade kakor till henne. 